# آربیرد (میزوری)
آربیرد (به انگلیسی: Arbyrd) یک شهر در ایالات متحده آمریکا است که در شهرستان دانکلین، میزوری واقع شده است. آربیرد ۲٫۵۹ کیلومتر مربع مساحت و ۵۰۹ نفر جمعیت دارد و ۷۶ متر بالاتر از سطح دریا قرار دارد.